# Leihbibliothek

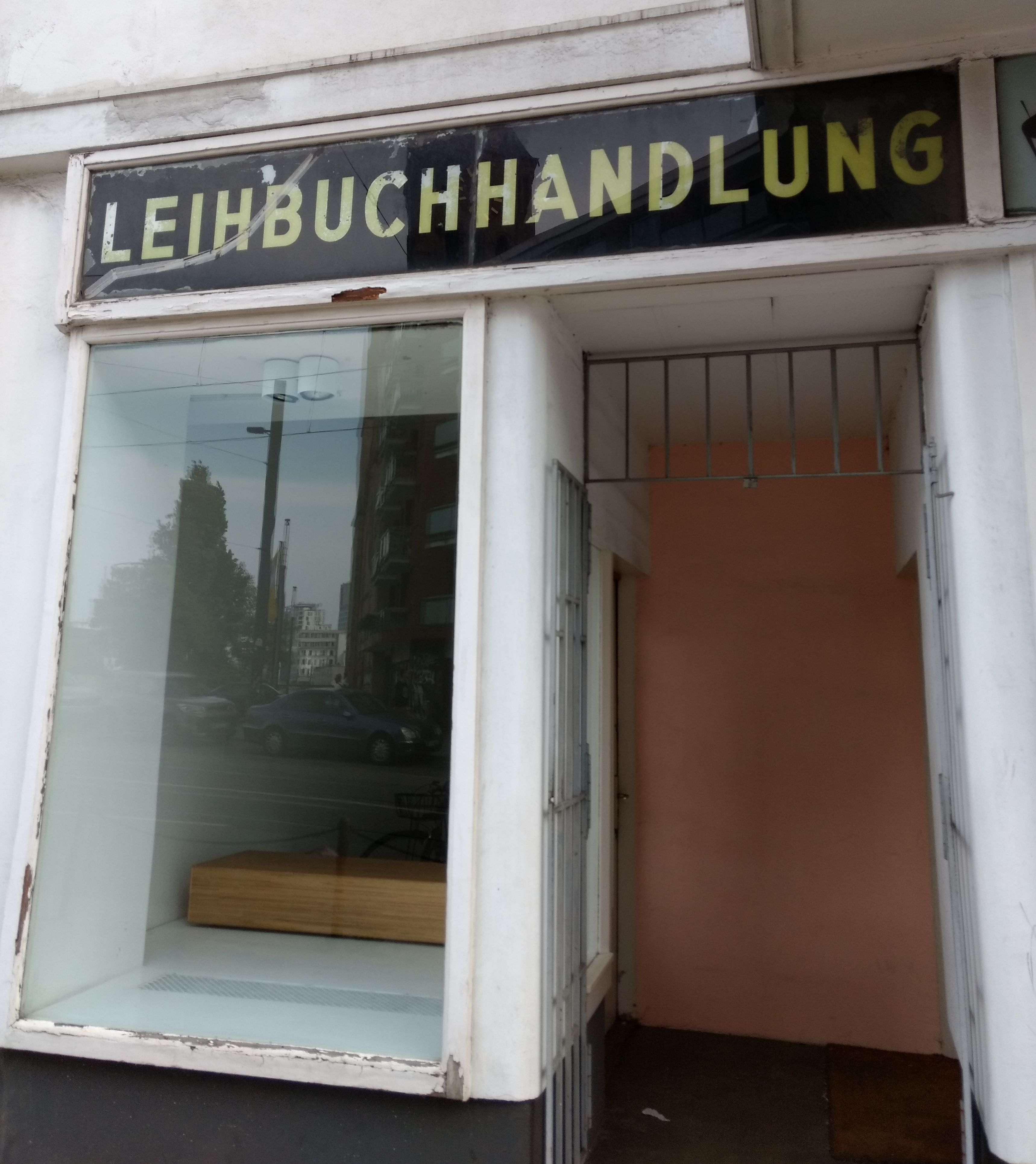
Werbeschild einer Leihbuchhandlung

Im weiteren Sinne ist jede Bücherei, die Bücher verleiht, eine Leihbibliothek. Im engeren Sinne bezeichnet der Ausdruck Wirtschaftsunternehmen, die gegen eine bestimmte Gebühr ein Buch für einen definierten Zeitraum zur Verfügung stellen. Dies ist eine heute nicht mehr gebräuchliche Form des kommerziellen Bücherverleihs.

Inneres der J. S. Nordmeyer'schen Leihbibliothek in Hannover 1886

## Geschichte der Leihbibliotheken
Die Leihbibliothek entstand wie die Lesegesellschaften während der Aufklärung, um die Diskrepanz von Kaufkraft und Leseinteresse zu überwinden. Sie hatte eine wichtige Funktion für die Literaturversorgung, denn sie wurde von nahezu allen gesellschaftlichen Schichten genutzt. Nach Bestand, Größe und Publikum bildeten sich unterschiedliche Typen heraus. Dominant war die reine Leihanstalt, die meist von einer Buchhandlung, oft zusammen mit einem Lesezirkel, seltener im Hauptbetrieb geführt wurde. Die Bestände schwankten zwischen einigen Hundert Büchern in Winkelleihbibliotheken bis zu mehreren Zehntausend in großen Anstalten. Als neue Organisationsformen entwickelten sich in der zweiten Hälfte des 19. Jahrhunderts der Novitäten-Lesezirkel und das Literatur-Institut. Im Novitäten-Lesezirkel kamen die Bücher ganz neu in Zirkulation, wurden nach den ersten Gebrauchsspuren antiquarisch verkauft und waren nicht als Leihbücher gekennzeichnet. Im Deutschen Reich erlangte Fritz Borstells Lesezirkel, den die Nicolaische Buchhandlung in Berlin 1864/65 gründete, eine marktbeherrschende Stellung, in Österreich das Literatur-Institut Ludwig & Albert Last in Wien und in Großbritannien die 1842 von Charles Edward Mudie in London gegründete Mudie's Select Library, die Ende des 19. Jahrhunderts bereits über sieben Millionen Bände umfasste.

Der neueste Roman. Ein Bild aus der Leihbibliothek von Ernst Hausmann, 1880

Legten die Leihbibliotheken ihre Bestände anfänglich vielfach enzyklopädisch an, so konzentrierten sich auch die größeren Geschäfte nach 1815 zunehmend auf Unterhaltungsliteratur. Vor dem Aufkommen des Zeitungsromans und noch Jahrzehnte danach war die Leihbibliothek Bedingung einer breiten Romanliteratur. Romane wurden großenteils für Leihbibliotheken in kleinen Auflagen und zu hohen Preisen produziert. Die Brotartikel des Leihbibliothekars waren die Genres der Trivialliteratur, in der Goethezeit somit die Familien-, Geister-, Räuber- und Ritterromane. Neben den Erfolgsautoren waren die damals tonangebenden wie die heute geschätzten Romanciers des In- und Auslandes ziemlich vollständig vertreten. An ihren Beständen lassen sich die Modewellen in der Unterhaltungsliteratur ablesen.
Die Zahl der Leihbibliotheken in Deutschland betrug 1865 617 und stieg bis 1880 auf 1056. Ende des 19. Jahrhunderts kam es zu einer Krise des Leihbuchhandels, die aus einem Bündel von Faktoren resultierte. Zum Hauptkonkurrenten wurde die Presse, die nach französischem Vorbild Erzählliteratur zunehmend im Feuilleton erstveröffentlichte. Seit den broschierten Klassikerbändchen (Meyer, Reclam) war gute Literatur zudem für jedermann erschwinglich; Romanzeitungen, billige Romanreihen, Kolportage- und Heftromane machten den Kauf von Unterhaltungsliteratur in allen Schichten möglich. Propaganda für das gute Buch und Polemik gegen das Leihlesen begleiteten den Ausbau des öffentlichen Bibliothekswesens im Zuge der Bücherhallenbewegung seit Ende des 19. Jahrhunderts.

Katalog der Leihbibliothek des Kaufhauses Tietz in Köln von 1914 mit Büchern in sechs Sprachen

In den letzten Jahren der Weimarer Republik breiteten sich die modernen oder pfandlosen Leihbüchereien aus. 1932 gab es 10.000 bis 18.000 Buchverleiher; das Gewerbe war überbesetzt, die Konkurrenz drückte die Leihgebühren. Zur Interessenvertretung und Regulierung des Gewerbes bildeten sich 1932/33 eigene Institutionen heraus: der Reichsverband Deutscher Leihbüchereien, die Vereinigung der am Leihbibliothekswesen interessierten Verleger – allen voran Wilhelm Goldmann mit seinen Krimis – sowie die Fachgruppe Das Deutsche Leihbüchereigewerbe innerhalb der Buchhändlergilde, der Vertretung der Sortimenter. Mit der Einordnung in die Kulturpolitik des Dritten Reiches ging eine Aufwertung und Sanierung des Gewerbes, das durch seine Breitenwirkung für die Nationalsozialisten von Interesse war, einher. Die Eingliederung der Leihbüchereien in die Reichsschrifttumskammer brachte eine Beschränkung der Betriebe und die Festsetzung von Mindestleihgebühren. Unter dem Nationalsozialismus wie unter alliierter Besatzung wurden die Bestände gesäubert.
Im Nachkriegsdeutschland formierten sich bereits von 1945 an in einzelnen Regionen und später in den Bundesländern Verbände von Leihbuchhändlern. Dabei ging es zunächst um den Austausch und den Nachdruck von Vorkriegsbeständen, kurz darauf auch um die Gewinnung der knappen Druckkapazitäten und Papierzuteilungen für die Produktion von Leihbüchern. Da der Börsenverein des Deutschen Buchhandels den Leihbuchhändlern keine volle Mitgliedschaft zugestand, schloss sich das Gewerbe 1960 bundesweit zum Deutschen Leihbuchhändler-Verband zusammen, der bis 1973 bestand. Da das Gewerbe kaum reguliert war, nahm die Anzahl der Leihnbuchhandlungen schnell zu. Die Mehrheit stellten dabei Ausleihstellen, die als Nebengeschäft an kleinere Einzelhandels-, Handwerks- und Dienstleistungsbetriebe oder Gaststätten angeschlossen wurden. 1960 bestanden rund 28.000 Ausleihstellen, davon schätzungsweise 4500 als reine oder hauptsächliche Leihbibliotheken.
Die Leihgebühr belief sich in der Nachkriegszeit auf 25 bis 30 Pfennige pro Woche, zum Ende der Leihbuch-Ära auf bis zu 50 Pfennige. Die Betreiber der Leihbibliotheken zahlten in der Nachkriegszeit in der Regel etwas mehr als 5 D-Mark für einen Band. Dieser Preis stieg bis in die 1970er Jahre auf bis zu knapp 9 D-Mark. Sittenromane lagen meist deutlich über diesen Preisen. Allerdings gewährten die Verlage bei der Abnahme größerer Stückzahlen von Leihbüchern hohe Rabatte. Der Gesamtbestand aller Leihbibliotheken wird für das Jahr 1956 auf rund 20 Millionen Bände geschätzt, rund vier Mal so viel wie in den öffentlichen Büchereien.
Der Niedergang setzte mit der Verbreitung des Fernsehens und dem Siegeszug des Taschenbuchs nach Mitte der 1950er Jahre ein. Zudem waren Leihbücher besonders häufig von Indizierungen und damit Vermarktungsbeschränkungen durch die Bundesprüfstelle für jugendgefährdende Schriften betroffen, die 1954 ihre Arbeit aufnahm. Doch blieben die Betriebszahlen lange Zeit hoch, weil Großverleiher massenhaft Verleihstellen in branchenfremden Geschäften einrichteten. Der Hauptteil der Bestände bestand aus Frauenromanen (Liebes-, Adels- und Schloss-, Arzt- und Heimatromane u. a.); zu den Männerromanen zählten Krimis, Science-Fiction-Romane und Western. In der DDR wurden privatwirtschaftliche Leihbüchereien ab den 1950er Jahren reglementiert und unterdrückt.
Im Unterschied zum 18. und 19. Jahrhundert verlief der literarische Kommunikationsprozess, den die Leihbüchereien im 20. Jahrhundert organisierten, weitgehend abgeschottet von der literaturkritischen Öffentlichkeit. Sowohl öffentliche Büchereien als auch Leihbuchverlage achteten streng auf die Abschirmung beider Angebote gegeneinander. Öffentliche Büchereien sahen die Unterhaltungsliteratur des Leihbuchgenres in der Regel im Widerspruch zu ihrem Bildungsauftrag. Leihbuchverlage verhinderten die Einstellung ihrer Bücher in öffentlichen Büchereien, um den Leihbibliotheken keine Konkurrenz erwachsen zu lassen.
Die letzten Leihbibliotheken in der Bundesrepublik stellten in den 1980er Jahren ihren Betrieb ein. Einige Inhaber wechselten in das Geschäftsmodell des Lesezirkels.
Moderne Leihbibliotheken arbeiten oft mit Leihezwang.

## Leihbuchverlage und ihre Produkte
Neben einem geringen Angebot von Büchern aus dem normalen Verlagsbuchhandel – einem Querschnitt durch das Angebot der Buchklubs – führten die Leihbüchereien in der Bundesrepublik Deutschland vor allem die Produkte spezieller Leihbuchverlage. Unmittelbar nach dem Zweiten Weltkrieg waren viele Verlage sowohl für den Sortimentsbuchhandel als auch für Leihbibliotheken tätig. Bald etablierten sich jedoch spezielle Leihbuchverlage, während Sortimentsverlage das Geschäftsfeld verließen.
Der Wirtschaftszweig der Leihbuchverlage war geprägt von wenigen mittelständischen Unternehmen, die den größten Teil der Buchproduktion sicherstellten, und einer Vielzahl von Klein- und Kleinstverlagen mit geringem Ausstoß. Häufig kam es zu Übernahmen und Fusionen innerhalb der Szene, zu Umfirmierungen und zu Geschäftsaufgaben nach nur kurzem Bestehen. Die Eigentumsverhältnisse vieler Verlage lassen sich heute nicht mehr zweifelsfrei nachvollziehen. Der Fachautor Jörg Weigand geht von insgesamt rund 220 Leihbuchverlagen in der Bundesrepublik und von rund 33.000 erschienenen Titeln aus. Auffällig ist die Ballung in strukturschwachen Regionen, beispielsweise dem Sauerland, wohl wegen der dort niedrigen Lohn- und Druckkosten. Die Mehrheit der in der Bundesrepublik produzierten Titel waren Frauenromane.
Mitte der 1970er Jahre stellen mit Bewin in Menden und Rekord in Viersen die letzten Leihbuchverlage ihre Geschäftstätigkeit ein.
In der Schweiz gab es einige wenige Leihbuchverlage, oft mit wirtschaftlichen und rechtlichen Verbindungen zu deutschen Verlagen. Aus Österreich sind entsprechende Unternehmen nicht bekannt.
Lektorat, Verarbeitung und Produktion gingen in der Regel recht schnell vonstatten. Bei populären Autoren lagen zwischen Abgabe des Manuskripts beim Verlag und Verfügbarkeit in den Leihbibliotheken oft nur zwei bis drei Monate. Bei wenig bekannten Autoren konnte diese Spanne bis zu neun Monaten betragen. Große Bedeutung hatten die Titelbilder, auch da der Vertrieb an die Leihbüchereien meist über Kladden mit den verkleinerten Titelbildern stattfand und die Betreiber in aller Regel die Bücher vor der Bestellung nicht lasen. Häufig wurden Kinoplakate als Titelbilder verwendet.
Die Bände hatten in der Regel das Oktavformat und bestanden aus 15 Bogen holzhaltigen und damit minderwertigen Papiers. In den Nachkriegsjahren und bei höherwertigen Produktionen wurden die Bände in Leinen oder Halbleinen gebunden. Die Regel waren aber Einbände aus Karton, die mit stark farbigen Titelbildern versehen und ab den 1950er Jahren meist mit einer Klarsichtfolie aus Supronyl überzogen waren, einem Kunststoff auf Cellulose-Basis. Daher rührt auch der abwertend gemeinte Begriff Supronyl-Schwarten für die Bücher dieser Gattung.
Einige ursprüngliche Leihbuchautoren wechselten ins Heftroman-Genre und in die Produktion für Buchgemeinschaften und den regulären Buchhandel. Beispiele sind Heinz G. Konsalik, Karl-Herbert Scheer, Gert Fritz Unger, Günter Dönges, Franz Kurowski und Susanne Scheibler. Ebenso begannen Leihbuchverlage mit Beginn der 1960er Jahre verstärkt auch die Formate Heftroman und Taschenbuch herzustellen, oft unter Verwendung älterer Leihbuchtexte. Insbesondere Western und Frauenromane aus der Leihbuch-Ära werden auch heute (Stand: 2018) noch als Heftromane neu aufgelegt.
Leihbücher sind heute zu Zielobjekten einer Sammlerszene geworden. Über einen Bestand nahezu aller in Deutschland produzierten Titel des Genres Science-Fiction verfügt die Phantastische Bibliothek Wetzlar.